# Succès berckois
Pour les articles homonymes, voir berlingot.
Le succès berckois ou berlingot de Berck est une confiserie, spécialité de la ville Berck dans le Pas-de-Calais. Il a été créé en 1922 par deux sœurs basques, Maria et Lucie, s'étant établies dans la ville,. Ils sont fabriqués dans la confiserie du même nom. Ils ont une forme de coussin et monochromes, contrairement aux berlingots traditionnels qui sont trapézoïdaux et striés.